# Götz (Groß Kreutz)
Götz è una frazione (Ortsteil) del comune tedesco di Groß Kreutz (Havel), nel Land del Brandeburgo.

## Storia
Nel 2003 il comune di Götz venne soppresso e aggregato al comune di Groß Kreutz (Havel).

## Amministrazione
La frazione di Götz è rappresentata da un consiglio di frazione (Ortsbeirat) di 5 membri.